# Main Operating Base
Eine Main Operating Base (MOB) ist im Sprachgebrauch der Vereinigten Staaten die größte Stufe eines Militärstützpunktes außerhalb des Mutterlandes. Es handelt sich dabei um Stützpunkte innerhalb befreundeter Gastgeberländer, in denen auf Dauer Kampftruppen stationiert, feste Kommando- und Kommunikationseinrichtungen, leistungsfähige Bunker- und Abwehranlagen, ein leistungsfähiger Zugang zum Luftraum oder zum Meer sowie Wohn- und Betreuungseinrichtungen für Angehörige von Soldaten vorhanden sind.
Die MOBs gehen auf ein Konzept zurück, das US-Präsident George W. Bush im August 2004 für die Stationierung der Streitkräfte der Vereinigten Staaten vorgestellt hat. Es sieht bis 2014 einen Abzug von US-Truppen insbesondere aus Westeuropa und eine Verlegung in die USA sowie in geringerem Maß in andere Staaten vor. Zentrale Elemente dieses neuen Stationierungskonzepts sind den MOBs nachgeordnete Forward Operating Sites (FOS) und Cooperative Security Locations (CSL).
MOBs in Europa sind die Militärflugplätze Ramstein, Wiesbaden und Spangdahlem sowie die drei zusammengefassten Heeresstützpunkte Grafenwöhr, Hohenfels und Vilseck in Deutschland, die Aviano Air Base in Italien, der Militärhafen Rota in Spanien, der Stützpunkt der 173. US-Luftlandebrigade in Vicenza in Italien, das Hauptquartier der US-Marine in Neapel. In Asien dienen die Kadena Air Base auf Okinawa, der Militärhafen Yokosuka und Camp Humphreys in Südkorea als MOBs. Außerhalb von Westeuropa und Ostasien planen die USA ausdrücklich keine Einrichtung von MOBs.
Die Unterscheidung zwischen Main Operating Base und Forward Operating Base (FOB) ist auch im Sprachgebrauch der NATO und anderer Streitkräfte üblich.